# Dimitrie Brătianu

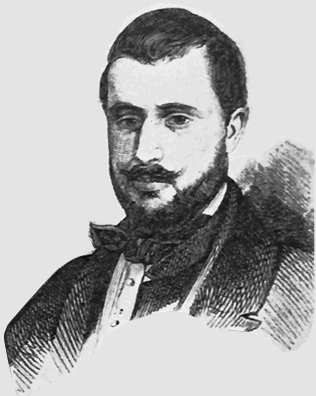
Dimtrie Constantin Brătianu

Dumitru (Dimitrie) Constantin Brătianu (Pitești, 1817 - Boekarest, 8 juni 1892), was een Roemeens politicus.

## Achtergrond en opleiding
Dimitrie Brătianu was de zoon van een rijke grootgrondbezitter uit Argeș. Hij werd geboren in Pitești. Zijn broer was Ion Brătianu, een invloedrijk politicus en premier.
Dimitrie Brătianu studeerde medicijnen en rechten in Parijs. In Frankrijk sympathiseerde hij met de republikeinse partij en werd hij lid van de vrijmetselaarswerkplaatsen L'athénée des Etrangers en de La Rose du Parfait Silance. Hij schreef voor de radicale kranten Regnault, Le National en Le Revue independante. Hij keerde met zijn broer, Ion - die ook in Parijs te studeren -, terug naar Walachije om daar in februari 1848 deel te nemen aan de Walachijse Revolutie. Dumitru werd een van de leden van het Frățiagenootschap en het revolutionaire comité.

## Politieke carrière
Na de val van de revolutionaire regering in Walachije week Brătianu uit naar het buitenland en was een van de medeoprichters van het Roemeense Revolutionaire Comité (Comitetul Revoluționar Român) (juni 1849) dat naar een vereniging van de vorstendommen Walachije en Moldavië streefde. Na zijn terugkeer in Walachije vormde hij met Constantin Rosetti een radicale vleugel binnen de Liberale Partij. Door zijn radicale denkbeelden vervreemdde hij zich in politiek op zicht van zijn broer Ion, die ofschoon ook een linkse liberaal was, toch gematigder standpunten innam. Dimitrie werd een van de grootste opponenten van zijn broer.
In 1857 werd Dimitrie Brătianu voor de liberalen in het parlement van Walachije gekozen. Op 25 januari 1859 werd hij minister van Buitenlandse Zaken (tot 25 maart 1859) en in januari 1859 werd hij lid van het kiescomité dat kolonel Alexander Johan Cuza, de vorst van Moldavië op 5 februari 1859 tot vorst van Walachije koos. Cuza werd domnitor (vorst) van de Verenigde Donauvorstendommen.
Nadien was Brătianu minister van Binnenlandse Zaken (28 mei - 13 juli 1860), minister van Cultuur en Onderwijs en ad interim minister van Landbouw, Handel en Openbare Werken (1 maart - 4 augustus 1867).

## Premierschap
Op 19 april 1881 volgde Dimitrie Brătianu zijn broer Ion voor korte tijd op als premier. Hij werd tevens minister van Buitenlandse Zaken (tot 21 juni 1881).

## Voetnoten
1. ↑  Ion Brătianu schoof later aanzienlijk op naar rechts